# Marijan Žužej

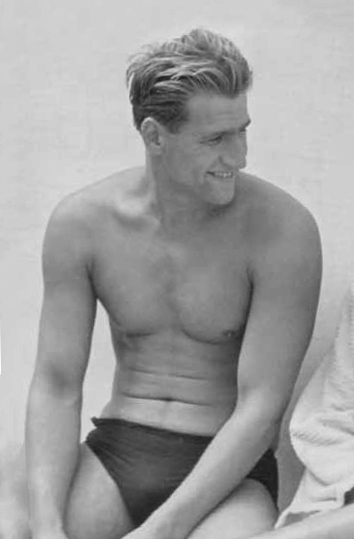
Marijan Žužej 1956

Marijan Žužej (* 8. Februar 1934 in Maribor, Königreich Jugoslawien; † 18. Dezember 2011 in Zagreb, Kroatien) war ein jugoslawischer Wasserballspieler, der mit der Wasserball-Nationalmannschaft die Silbermedaille bei den Olympischen Spielen 1956 in Melbourne gewann. Bei Wasserball-Europameisterschaften gewann er mit dem Nationalteam 1954 Silber.

## Karriere
Marijan Žužej spielte ab 1952 für den Verein HAVK Mladost Zagreb.
Bei der Europameisterschaft 1954 in Turin gewannen die Ungarn mit der besseren Tordifferenz vor den Jugoslawen. 1956 beim Olympiaturnier in Melbourne gewannen einmal mehr die Ungarn vor den Jugoslawen. Diesmal unterlagen die Jugoslawen im direkten Vergleich mit 1:2. 1957 gewann Žužej mit der jugoslawischen Mannschaft bei den Studentenweltspielen. Ende des Jahres hatte er einen Autounfall, wegen dem er länger ausfiel. Bei den Olympischen Spielen 1960 in Rom erreichten die Jugoslawen ein weiteres Mal die Endrunde, belegten aber hinter den Italienern, der sowjetischen Mannschaft und den Ungarn nur den vierten Platz. Žužej warf in seinem letzten großen internationalen Turnier sechs Tore.